# کیلینچ‌کایا (شهود)
کیلینچ‌کایا (به ترکی استانبولی: Kılınçkaya) یک منطقهٔ مسکونی در ترکیه است که در شهود (شهر) واقع شده‌است.